# Johannis Evert van der Slikke

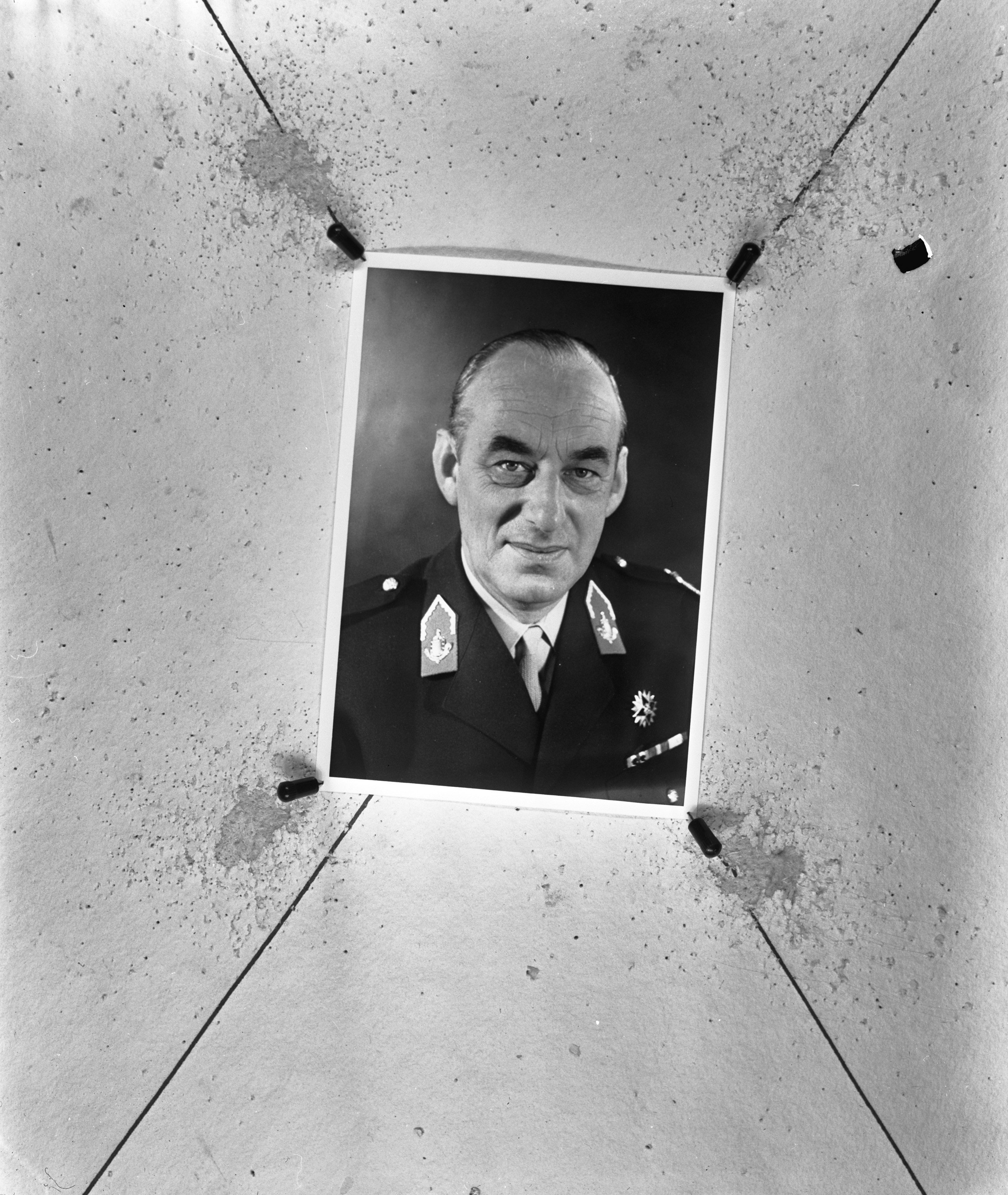
Generaal J. E. van der Slikke in 1973

Johannis Evert van der Slikke (25 april 1922 – 28 december 1999) was Engelandvaarder.
Samen met Jelke Bosch, Henk Bouvy, Hendrik Cohen, Rudolph Cort van der Linden, Joop van der Meij en John Siliacus probeerde Van der Slikke op 20 september 1942 met een bootje naar Engeland te gaan. Ze vertrokken vanuit de westpunt van Wieringen, waar ze de boot van de dijk konden laten glijden naar het Amsteldiep.
De omstandigheden waren goed, er was geen maan, en de wind kwam uit oostelijke richting; de motor werkte. Van der Meij was stuurman en er werd richting Great Yarmouth gevaren totdat de motor vastliep. De buitenboordkoeling bleek niet te werken.
Op zee werden ze opgepikt door een Duitse mijnenveger. Op tijd hadden ze belastend materiaal in zee gegooid. De mijnenveger bracht de zeven mannen naar Hoek van Holland. Na verhoor werden ze naar het Oranjehotel in Scheveningen gebracht. Ze hadden een verhaal ingestudeerd en lieten alleen de naam los van de leverancier van de boot, Doornbos in Diemen. Ook hij had een ingestudeerd verhaal. Toen de Duitsers hem vroegen wie Van der Meij was, antwoordde hij "Luitenant-ter-zee Hijmans van de Nederlandse Zeereddingsdienst".
Van der Slikke heeft in diverse kampen gezeten (kamp Amersfoort, kamp Stanislau en Stalag 315 in Polen) maar overleefde de oorlog. 